# Aphrodita goolmarris
Aphrodita goolmarris är en ringmaskart som beskrevs av Anne D. Hutchings och McRae 1993. Aphrodita goolmarris ingår i släktet Aphrodita och familjen Aphroditidae. Inga underarter finns listade i Catalogue of Life.